# کوماتسوناگی
کوماتسوناگی (به ژاپنی: 駒繋 コマツナギ komatsunagi) نام علمی بر اساس کتاب ساکورای ژاپن نو
(’Cerasus serrulata ‘Komatsunagi) نام یک نوع درخت ساکورای باغی است.

## ویژگی گل
- تعداد گلبرگ: ۵ عدد
- رنگ: سفید
- زمان گل‌دهی:اواسط ماه آوریل
- محل نمونه:باغ گیاه‌شناسی جنگل تاما

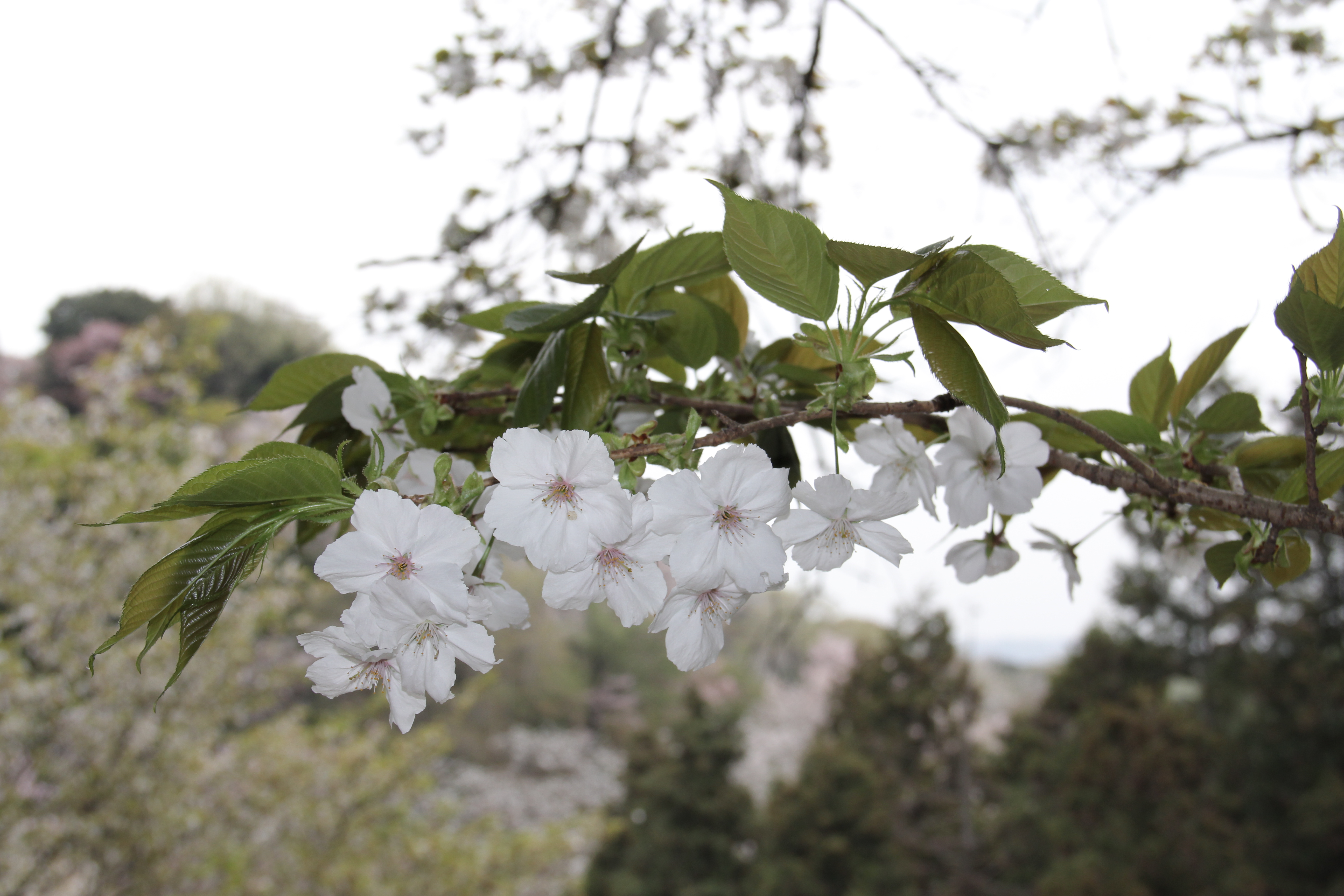